# امروز بر فراز مقدونیه
امروز بر فراز مقدونیه (Denes nad Makedonija) نام سرود ملی مقدونیه شمالی می باشد. ترانه و آهنگسازی این کار در اوایل دهه ۱۹۴۰ میلادی صورت گرفت. آهنگسازی این کار بر عهده تئودور اسکالوسکی و متن آن توسط ولادو مالسکی نوشته شد. این سرود از سال ۱۹۴۲ تا ۱۹۹۲ به عنوان سرود ملی بود. یک سال بعد از استقلال مقدونیه، جمهوری فدرال سوسیالیستی یوگسلاوی اعلام کرد این سرود که پیشتر به عنوان سرود ملی شناخته می شد به عنوان یک سرود جمعی از جمهوری سوسیالیستی مقدونیه شناخته می شود.

## متن سرود
| متن سیریلیک | متن لاتین | ترجمه فارسی |
| Прва строфа: Денес над Македонија се раѓа, ново сонце на слободата! 𝄆 Македонците се борат, за своите правдини! 𝄇 Втора строфа: Не плачи Македонијо мајко мила, Крени глава гордо, високо, 𝄆 Старо, младо, машко и женско, На нозе се кренало! 𝄇 Трета строфа: Одново сега знамето се вее, на Крушевската Република! 𝄆 Гоце Делчев, Питу Гули, Даме Груев, Сандански! 𝄇 Четврта строфа: Горите македонски шумно пеат, нови песни, нови весници! 𝄆 Македонија слободна, слободно живее! 𝄇 | Prva strofa: Denes nad Makedonija se raǵa, novo sonce na slobodata! 𝄆 Makedoncite se borat, za svoite pravdini! 𝄇 Vtora strofa: Ne plači Makedonijo majko mila, Kreni glava gordo, visoko, 𝄆 Staro, mlado, maško i žensko, Na noze se krenalo! 𝄇 Treta strofa: Odnovo sega znameto se vee, na Kruševskata Republika! 𝄆 Goce Delčev, Pitu Guli, Dame Gruev, Sandanski! 𝄇 Četvrta strofa: Gorite Makedonski šumno peat, novi pesni, novi vesnici! 𝄆 Makedonija slobodna, slobodno živee! 𝄇 | بیت اول امروز برفراز مقدونیه متولد شده است خورشید جدید آزادی. مقدونی ها می جنگند برای حق خودشان! بیت دوم گریه نکن مادر عزیزم مقدونیه سر خود را با افتخار بالا ببرید ، پیر ، جوان ، زن و مرد ، به پا شده اند! بیت سوم اکنون پرچم دوباره در حال اهتزاز است بر جمهوری کروشوو گتزه دلاشف، پیتو گولی دم گروئف، ساندانسکی بیت چهارم کوههای مقدونی با صدای بلند آواز می خوانند آهنگ های جدید، روزنامه های جدید مقدونیه آزاد آزاد زندگی کن |

| · 1. - مشارکت‌کنندگان ویکی‌پدیا. «Denes nad Makedonija». در دانشنامهٔ ویکی‌پدیای انگلیسی، بازبینی‌شده در ۱۹ آوریل ۲۰۲۱. |